# Friedhof Pöttsching
Der Friedhof Pöttsching liegt am Friedhofsweg unmittelbar im Norden des Ortszentrums in der Gemeinde Pöttsching im Bezirk Mattersburg im Burgenland.

## Geschichte
Ursprünglich war die Pfarrkirche Pöttsching hl. Nikolaus vom Friedhof umgeben. 1783 wurde der Friedhof an die heutige Stelle verlegt.
- Nach der Aufbahrungshalle steht ein freistehendes Leiden-Christi-Kreuz mit obiger Pietà aus dem 17. Jahrhundert, das Kreuz steht unter Denkmalschutz (Listeneintrag).
- Am nördlichen Rand des Friedhofes befindet sich ein eigener abgegrenzter Friedhof der Familie Hartig, die Anlage steht unter Denkmalschutz (Listeneintrag).